# Czerniowieckie Muzeum Krajoznawcze
Czerniowieckie Muzeum Krajoznawcze – Regionalne muzeum w Czerniowcach, posiadające największy zbiór materiałów i dokumentów na temat historii, etnografii i kultury północnej Bukowiny.

## Adres i godziny otwarcia
Muzeum znajduje się w centrum w Czerniowcach, na ul. Kobylańskiej 28. Tel. +38 (0372) 52-44-89

Godziny otwarcia: 9:00-17:00, oprócz środy.

## Historia Muzeum
Troska o zachowanie zabytków wykonanych z Bukowiny doprowadziła do utworzenia w 1863 muzeum regionalnego, które od razu rozpoczęło pracę nad zbieraniem obiektów przyrodniczych, archeologicznych, numizmatycznych i falerystycznych. Jednak w 1877 roku, muzeum zostało zmuszone do zaprzestania działalności.
W 1888 dyrektor szkoły przemysłowej Karl Romstorfer podniósł kwestię przywrócenia muzeum w Czerniowcach. W 1891 roku Centralna Komisja w Wiedniu i zleciła przeprowadzenie prac przygotowawczych. 21 lutego 1892 został zatwierdzony statut muzeum, która stwierdzał, że zadaniem instytucji jest zbadanie historii kraju, jego archeologii, historii, sztuki i nauki.
Wreszcie, 14 maja 1893 Bukowińskie Muzeum Krajoznawcze oficjalnie zaprezentowało swoją kolekcję. Ta data wyznacza początek działalności muzeum przez kolejne 21 lat. Wraz z budową obiektów dla Bukowińskiego Muzeum Rzemiosła na ul. Mickiewicza 2, Muzeum Krajoznawcze na podstawie umowy wynajmu, znajdowało się na jednym z jego pięter. Rozwój muzeum przyczynił się do badań K. Romstorfer, I. Sombatiego, R. Kaindla, V. Ariyczuka, E.Kostina, I.Prokopovycza. Wyniki były opublikowane w rocznikach muzeum.
Podczas I wojny światowej muzeum zawiesiło działalność i wznowiło ją w 1918 roku, w nowych warunkach politycznych.
W 1930 roku muzeum zostało zreorganizowane jako Muzeum Regionalne i otrzymało nowy statut. W 1935 roku muzeum połączono z muzeum przemysłowym i działało jako Muzeum Regionalne im. króla Karola II.
Po włączeniu północnej Bukowiny do ZSRR w listopadzie 1940 roku na bazie zbiorów powstało muzeum historyczne, które umieszczono w budynkach metropolii.
Po II wojnie światowej muzeum zostało przeniesione do budynku na ulicy Kobylańskiej, gdzie działa do dziś. Kolekcja miała wtedy ponad 83.000 pozycji.
Muzeum posiada oddziały: Muzeum Literackie Olhy Kobylańskiej, Muzeum Literackie Jurija Fedkowycza (obydwa w Czerniowcach), muzeum historyczne w Chocimiu i w Kocmaniu.

## Fondy i ekspozycje
Ekspozycja Muzeum znajduje się w 20 salach, które podzielone są na dwie główne sekcje: naturę i historię Bukowiny. Połączenie natury z długą historią zapewnia całościowe spojrzenie na jednej wystawie muzealnej. Sekcja historii, większa niż sekcja natury, zawiera również znaczące zbiory archeologiczne i etnograficzne, dokumenty, materiały i liczne artykuły na temat historii Bukowiny. Bogata i ciekawa jest jego kolekcja numizmatyczna oraz kolekcja broni XVIII – XIX wieku.
Chlubą muzeum jest kolekcja sztuk pięknych i dekoracyjnych, która zawiera ikony XVI – XVIII w., dzieła znanych artystów Bukowiny M. Iwasiuka, I. Piguljaka, Y. Maksymowicza, A. Kochanowskiej i innych. Kolekcja dawnych druków prezentuje książki z trzech znaczących centrów druku na Ukrainie – Kijowa, Lwowa i Poczajowa.
Dokumentalna część oprócz dużej liczby fotografii zawiera materiały na temat buntu chłopskiego 1848/49 pod przywództwem Łukiana Kobyłycia.
Wśród licznych zabytków na szczególną uwagę zasługuje flagi Czerniowców wykonane na 500-lecie pierwszej pisemnej wzmianki o mieście, świętowanej w Czerniowcach w 1908 roku.
Niepodległości Ukrainy (od 1991 roku) poświęcona jest oddzielna sala, który opowiada o regionie Czerniowców i zawiera także ekspozycje o wybitnych postaciach regionu, jak Wołodymyr Iwasiuk, Nazarij Jaremczuk, Ani Lorak.

## Oddziały
Muzeum posiada następujące oddziały:
- Muzeum Literackie Olhy Kobylańskiej, Czerniowce, ul. Kobylańskiej 28
- Muzeum Literackie Jurija Fedkowycza, Czerniowce, ul. Dymytrova 5
- Muzeum Historyczne w Chocimiu, Chocim, ul. Swjato-Pokrowska 17
- Muzeum Historyczne w Kocmaniu, Kocmań, ul. Nezależnosti 50
- Oddział „Diaspora Bukowiny”, Czerniowce, ul. Glabky 1